# 二木重吉
二木 重吉（ふたつぎ しげよし）は、戦国時代から江戸時代初期にかけての武将。
信濃小笠原氏の家臣。信濃国安曇郡中塔城主。

## 生涯
当初は小笠原長時に仕えていたが、長時が長尾景虎を頼って越後国に亡命すると、父の二木重高とともに武田晴信の家臣となった。
天正10年(1582年)の天正壬午の乱において、同族の二木盛正と共に、徳川家康の支援を受けていた小笠原貞慶に仕官した。そして上杉景勝が小笠原貞種を深志城に入城させると、重吉らは貞慶や犬甘久知などとともに、貞種を深志城から退却させ、旧主を本城に復帰させたことで家名再興がなった。天正12年(1583年)貞慶が西牧城主の西牧信道に勝利したことで、重吉はその遺領の代官に任じられた。天正14年(1584年)、麻績城の戦いでは深志城の留守役を務めた。
天正13年(1585年)、貞慶が小牧・長久手の戦い後に、羽柴秀吉に寝返ると、これに従う。しかし天正18年(1590年)に貞慶が改易されると、再び徳川氏の陪臣に復帰した。
慶長5年(1600年)の関ヶ原の戦いで、主君小笠原秀政が東軍に従い、譜代大名として信濃飯田藩5万石を領すると、その家老になった。ついで松本藩でも家老を務める。
慶長16年(1611年)、秀政の要請に応じ、「二木家記」を著した。